# Elecciones al Senado de 2000 (Madrid)
Las elecciones al Senado de 2000 se celebraron en la Comunidad de Madrid el domingo 12 de marzo, como parte de las elecciones generales convocadas por Real Decreto dispuesto el 17 de enero de 2000 y publicado en el Boletín Oficial del Estado el día siguiente. Se eligieron los 4 senadores correspondientes a la circunscripción electoral de Madrid, mediante escrutinio mayoritario plurinominal parcial con listas abiertas.

## Resultados
Los comicios resultaron en la elección como senadores de Esperanza Aguirre, Alejandro Muñoz-Alonso y Rosa Vindel (los tres del Partido Popular) y de Juan Barranco (de la coalición PSOE-Progresistas). El escrutinio completo y definitivo se detalla a continuación.
| Candidato                                | Candidato                                | Lista      | Votos     |
| ---------------------------------------- | ---------------------------------------- | ---------- | --------- |
|                                          | Esperanza Aguirre Gil de Biedma          | PP         | 1 562 068 |
|                                          | Alejandro Muñoz-Alonso Ledo              | PP         | 1 512 821 |
|                                          | María Rosa Vindel López                  | PP         | 1 498 900 |
|                                          | Juan Antonio Barranco Gallardo           | PSOE-p     | 1 169 724 |
| Enriqueta Chicano Jávega                 | Enriqueta Chicano Jávega                 | PSOE-p     | 1 107 447 |
| Ángel Pérez Martínez                     | Ángel Pérez Martínez                     | IU-CM      | 1 005 564 |
| María Cristina García Moreno             | María Cristina García Moreno             | LV-CM      | 55 357    |
| Esteban Cabal Riera                      | Esteban Cabal Riera                      | LV         | 35 813    |
| Encarnación Merchán Ciborro              | Encarnación Merchán Ciborro              | GIL        | 32 858    |
| María Luisa Morrondo Martín              | María Luisa Morrondo Martín              | GIL        | 24 195    |
| Mohamed Raafat Mohamed Zaky Abdel Rahman | Mohamed Raafat Mohamed Zaky Abdel Rahman | GIL        | 23 445    |
| Alejandro León Lacal                     | Alejandro León Lacal                     | LV         | 22 275    |
| Ágatha Ruiz de la Prada Setmenat         | Ágatha Ruiz de la Prada Setmenat         | LV         | 20 865    |
| Reyes Hurtado Garrido                    | Reyes Hurtado Garrido                    | PCPE       | 13 559    |
| Joaquín Frejo Sellas                     | Joaquín Frejo Sellas                     | FN         | 8768      |
| Andrés Calle Santos                      | Andrés Calle Santos                      | UI         | 5767      |
| Melquíades Jiménez Vicente               | Melquíades Jiménez Vicente               | PCPE       | 4580      |
| María Dolores López Uría                 | María Dolores López Uría                 | PAVEL      | 4567      |
| Ramón Fernández de Usera González        | Ramón Fernández de Usera González        | PAE        | 4232      |
| Liria Lamiel Puerto                      | Liria Lamiel Puerto                      | UC-CDS     | 4206      |
| Nicolás Piñeiro Cuesta                   | Nicolás Piñeiro Cuesta                   | PRIM       | 4204      |
| Eduardo Pita Aguinaga                    | Eduardo Pita Aguinaga                    | ADN        | 3798      |
| José Luis Bajo Viña                      | José Luis Bajo Viña                      | TC-PNC     | 3735      |
| Óscar Elegido González Quevedo           | Óscar Elegido González Quevedo           | PH         | 3654      |
| José Núñez Rivera                        | José Núñez Rivera                        | PAE        | 3574      |
| Ángel Tubau Quintano                     | Ángel Tubau Quintano                     | POSI       | 3231      |
| Julio Pérez Carballo                     | Julio Pérez Carballo                     | ADN        | 3096      |
| Manuel Gilda López                       | Manuel Gilda López                       | FE         | 2992      |
| Mariano Lorente Martínez                 | Mariano Lorente Martínez                 | UI         | 2872      |
| Antonio I. Presas Castilla               | Antonio I. Presas Castilla               | UC-CDS     | 2641      |
| Óscar Míguez González                    | Óscar Míguez González                    | IZCA       | 2621      |
| Dolores Martínez Criado                  | Dolores Martínez Criado                  | PAVEL      | 2454      |
| Ernesto Gila Sánchez                     | Ernesto Gila Sánchez                     | AR         | 2430      |
| Julián García-Muñoz Negrete              | Julián García-Muñoz Negrete              | TC-PNC     | 2224      |
| Joaquín Romero Soria                     | Joaquín Romero Soria                     | UC-CDS     | 2224      |
| Irene Álvarez-Fernández Bartolomé        | Irene Álvarez-Fernández Bartolomé        | PAVEL      | 2219      |
| María Natividad Jiménez López            | María Natividad Jiménez López            | PH         | 2185      |
| Nicolás Anatol Azcueta Gorostiza         | Nicolás Anatol Azcueta Gorostiza         | UI         | 2083      |
| Flora Álvarez del Valle                  | Flora Álvarez del Valle                  | CN         | 2069      |
| Fernando Calvo Gil                       | Fernando Calvo Gil                       | FE         | 1866      |
| María Carmen Romera Benito               | María Carmen Romera Benito               | PH         | 1837      |
| León Alberto Álvarez González            | León Alberto Álvarez González            | UI         | 1805      |
| José Manuel Ojeda Domínguez              | José Manuel Ojeda Domínguez              | TC-PNC     | 1784      |
| María Pilar Franco de Sarabia Rosado     | María Pilar Franco de Sarabia Rosado     | PLN        | 1585      |
| Salvador Sandoval Gálvez                 | Salvador Sandoval Gálvez                 | PML        | 1544      |
| Horacio Grande Perdomo                   | Horacio Grande Perdomo                   | AR         | 1462      |
| José Ignacio Arias Moreno                | José Ignacio Arias Moreno                | PADE       | 1323      |
| Antonio Andújar Carrasco                 | Antonio Andújar Carrasco                 | NRE        | 1292      |
| Rafael Crespo Bustos                     | Rafael Crespo Bustos                     | CN         | 1203      |
| Luis Alberto Carrillo Terrón             | Luis Alberto Carrillo Terrón             | FEI-FE2000 | 1202      |
| Florencio García Cuenca                  | Florencio García Cuenca                  | FEI-FE2000 | 1174      |
| Manuel Sender Gil                        | Manuel Sender Gil                        | AR         | 1102      |
| Alberto Albino Torre Barciela            | Alberto Albino Torre Barciela            | AA         | 1102      |
| Lucía Tizón Cuñarro                      | Lucía Tizón Cuñarro                      | PADE       | 1045      |
| José María Tercero Pérez                 | José María Tercero Pérez                 | PC         | 943       |
| Jesús Prieto Martín                      | Jesús Prieto Martín                      | LI         | 933       |
| Tatiana Castellanos Franco de Sarabia    | Tatiana Castellanos Franco de Sarabia    | PLN        | 900       |
| Víctor Manuel Martín Organista           | Víctor Manuel Martín Organista           | PF         | 895       |
| Miguel Ángel García Moneo                | Miguel Ángel García Moneo                | UV         | 872       |
| Enrique Ruiz Escudero                    | Enrique Ruiz Escudero                    | PADE       | 799       |
| María Inés Gutiérrez González            | María Inés Gutiérrez González            | PLN        | 756       |
| José María Clemente Bonilla              | José María Clemente Bonilla              | CSDL       | 741       |
| Jesús Castro Vázquez                     | Jesús Castro Vázquez                     | CN         | 738       |
| Félix Ángel González Coello de Portugal  | Félix Ángel González Coello de Portugal  | CTC        | 633       |
| Purificación Rincón Suz                  | Purificación Rincón Suz                  | PF         | 546       |
| Rosa Lamana Bulnes                       | Rosa Lamana Bulnes                       | CSDL       | 536       |
| María Gloria Moro Corral                 | María Gloria Moro Corral                 | PC         | 475       |
| Faustino Crespo Rodríguez                | Faustino Crespo Rodríguez                | CSDL       | 464       |
| Carlos Moreu Sanz                        | Carlos Moreu Sanz                        | PC         | 368       |
| Juan José Escribano Otero                | Juan José Escribano Otero                | PF         | 346       |